# Emilie Ulrich
Emilie Ulrich, født Boserup (født 26. november 1872 i Freerslev ved Haslev, død 31. januar 1952 i København) var en dansk operasanger (sopran). Hun var gift med officeren Kay Ulrich, og hendes datter Aase Ulrich ægtede officeren Ejner Hugo Augsburg.
Emilie Ulrich debuterede i 1894 på Det Kongelige Teater som Margrethe i Arrigo Boitos Mefistofele. Her sang hun, indtil hun trak sig tilbage i 1917.
Hun dannede omkring århundredeskiftet sammen med Helge Nissen og Vilhelm Herold en stjernetrio af international klasse, der gav teatret store indtægter. Hun var kendt for sin store naturlighed på scenen såvel som i privatlivet. Hun blev udnævnt til kongelig kammersangerinde i 1906 og modtog Ingenio et arti i 1917.
Indspillede 1907-08 et antal grammofonplader bl.a. sammen med Vilhelm Herold.